# Houstonia fasciculata
Houstonia fasciculata är en måreväxtart som beskrevs av Asa Gray. Houstonia fasciculata ingår i släktet Houstonia och familjen måreväxter. Inga underarter finns listade i Catalogue of Life.